# Asedio de Oshi
El asedio de Oshi de 1590 (忍城の戦いOshi-jō no tatakai?) fue  una de las muchas batallas que tuvieron lugar en Japón durante las campañas de Toyotomi Hideyoshi contra el clan Hōjō en el periodo Sengoku.
El castillo de Oshi era una fortaleza del clan Narita situado en el centro norte de la Provincia de Musashi. Originalmente los Narita eran vasallos del clan Uesugi Ogigayatsu y, bajo el liderazgo de Narita Akiyasu, completaron el castillo de Oshi hacia el año 1479. El castillo estaba construido sobre una pequeña elevación cerca del río Tone y aprovechaba los pantanos y ciénagas circundantes como parte de sus defensas. Estaba considerado como uno de los siete baluartes más importantes de la región de Kantō.
Tras la derrota del clan Uesugi en el asedio del castillo de Kawagoe, el clan Narita cambió de bando en 1546 y se alió con el clan Hōjō. El año 1560, Uesugi Kenshin invadió la región apoyando a Uesugi Norimasa, el kanrei oficial de Kantō. Dicha acción hizo que Narita Nagayasu renunciara a sus lazos con los Hōjō, pero, tras una pelea con Kenshin, Nagayasu, enfurecido, volvió al lado de los Hōjō, y la ciudad fortificada fue incendiada por Kenshin en 1574.
Durante la campaña de 1590, Toyotomi Hideyoshi destacó a Ishida Mitsunari en una expedición que tenía como objetivo tomar los castillos todavía leales al clan Hōjō. Tres días después de capturar el castillo de Tatebayashi, las fuerzas de Ishida (unos 23.000 hombres) llegaron a Oshi. El jefe del clan, Narita Ujinaga estaba ausente en Odawara con el grueso de su ejército, habiendo dejado en defensa de su castillo únicamente 619 samuráis y 2.000 reclutas locales, dirigidos por su hermano menor Narita Yasusue
Durante el asedio de Oshi, el castillo rechazó numerosos ataques, incluyendo un intento de inundar a los defensores, imitación del que había realizado Hideyoshi durante el asedio de Takamatsu. A pesar de que Mitsunari construyó 28 kilómetros de diques para desviar el curso del río hacia el castillo y de las lluvias torrenciales (que incrementaban el nivel del río), el castillo todavía resistió más de un mes, hasta que sus defensores supieron que su señor había sido derrotado en la batalla de Odawara.
Tras esta batalla, el castillo de Oshi se hizo famoso como "el castillo flotante", pero la consecuencia más importante fue que Mitsunari se ganó la reputación de mal comandante, lo que afectaría negativamente su capacidad de hacerse con la lealtad de daimios poderosos tras la muerte de Toyotomi Hideyoshi y contribuiría a su derrota en 1600 en la batalla de Sekigahara